# Nederlands landskampioenschap hockey 1925/26
Het Nederlands landskampioenschap hockey in het seizoen 1925/26 werd gewonnen door de Amsterdamsche Hockey & Bandy Club na eerst kampioen te zijn geworden van de westelijke eerste klasse en vervolgens in een rechtstreeks duel af te rekenen met de oostelijke kampioen Deventer met 3-1.
Tot en met dit seizoen hanteerden de meeste Nederlandse clubs de Hollandsche spelregels voor het laatst. Omdat Nederland graag met een hockeyteam mee wilde doen aan de Olympische Spelen in 1928 in eigen land, moesten de clubs voor volgend seizoen zijn overgeschakeld op de internationaal erkende spelregels. Enkele grote verschillen ten opzichte van de Internationale spelregels waren dat er bij de Hollandsche regels de stick met twee kanten bespeeld mocht worden, de bal ongeveer 3 centimeter groter was dan normaal en oranje gekleurd was (De Sinaasappel), de bal met de voet gestopt mocht worden en dat sticks haken toegestaan was.

## Eindstand 1e klasse west
| Positie | Club        | WG | W | G | V | P  | DS    |
| ------- | ----------- | -- | - | - | - | -- | ----- |
| 1.      | Amsterdam   | 8  | 5 | 2 | 1 | 12 | 18-10 |
| 2.      | Hilversum   | 8  | 4 | 2 | 2 | 10 | 15-10 |
| 3.      | MHC         | 8  | 3 | 2 | 3 | 8  | 13-8  |
| 4.      | Bloemendaal | 8  | 3 | 2 | 3 | 8  | 10-10 |
| 5.      | Victoria    | 8  | 0 | 2 | 6 | 2  | 3-21  |

Nederlands landskampioenschap:

1897/98 ·
1898/99 ·
1899/00 ·
1900/01 ·
1901/02 ·
1902/03 ·
1903/04 ·
1904/05 ·
1905/06 ·
1906/07 ·
1907/08 ·
1908/09 ·
1909/10 ·
1910/11 ·
1911/12 ·
1912/13 ·
1913/14 ·
1914/15 ·
1915/16 ·
1916/17 ·
1917/18 ·
1918/19 ·
1919/20 ·
1920/21 ·
1921/22 ·
1922/23 ·
1923/24 ·
1924/25 ·
1925/26 ·
1926/27 ·
1927/28 ·
1928/29 ·
1929/30 ·
1930/31 ·
1931/32 ·
1932/33 ·
1933/34 ·
1934/35 ·
1935/36 ·
1936/37 ·
1937/38 ·
1938/39 ·
1939/40 ·
1940/41 ·
1941/42 ·
1942/43 ·
1943/44 ·
1944/45 ·
1945/46 ·
1946/47 ·
1947/48 ·
1948/49 ·
1949/50 ·
1950/51 ·
1951/52 ·
1952/53 ·
1953/54 ·
1954/55 ·
1955/56 ·
1956/57 ·
1957/58 ·
1958/59 ·
1959/60 ·
1960/61 ·
1961/62 ·
1962/63 ·
1963/64 ·
1964/65 ·
1965/66 ·
1966/67 ·
1967/68 ·
1968/69 ·
1969/70 ·
1970/71 ·
1971/72 ·
1972/73
Hoofdklasse heren:

1973/74 · 
1974/75 · 
1975/76 · 
1976/77 · 
1977/78 · 
1978/79 · 
1979/80 · 
1980/81 · 
1981/82 · 
1982/83 · 
1983/84 · 
1984/85 · 
1985/86 · 
1986/87 · 
1987/88 · 
1988/89 · 
1989/90 · 
1990/91 · 
1991/92 · 
1992/93 · 
1993/94 · 
1994/95 · 
1995/96 · 
1996/97 · 
1997/98 · 
1998/99 · 
1999/00 · 
2000/01 · 
2001/02 · 
2002/03 · 
2003/04 · 
2004/05 · 
2005/06 · 
2006/07 · 
2007/08 · 
2008/09 · 
2009/10 · 
2010/11 · 
2011/12 · 
2012/13 ·
2013/14 ·
2014/15 ·
2015/16 ·
2016/17 ·
2017/18 ·
2018/19 ·
2019/20 ·
2020/21 ·
2021/22 ·
2022/23 ·
2023/24 ·
2024/25 ·